# Louis Camille Maillard
Louis Camille Maillard (4. februar 1878 - 12. maj 1936) var en fransk læge og kemiker. Han gav vigtige bidrag til undersøgelsen af nyresygdomme. Han blev også kendt for "Maillard-reaktionen", den kemiske reaktion, som han beskrev i 1912, hvorved aminosyrer og sukkerarter reagerer i fødevarer ved kontakt med fedt, hvilket giver en brunet, smagfuld overflade til alt fra brød og stegte bøffer til ristede skumfiduser.

## Tidligt liv
Maillard opnåede sin kandidatgrad i Nancy i 1897 og sin doktorgrad i medicin i 1903. Derefter arbejdede han i kemidivisionen ved Nancy-Université. I 1914 flyttede han til Paris, hvor han arbejdede som leder af den biologiske gruppe i kemikalielaboratoriet ved Sorbonne. I 1919 blev han udnævnt til professor i biologisk og medicinsk kemi ved Algiers Universitet.

## Videnskabelige bidrag
I Paris førte hans arbejde med fysiologi, især metabolisme af urinstof og nyresygdomme, ham til at introducere nye teorier om "urogen ufuldkommenhed" og begrebet "Maillards koefficient" eller "indeks for urogenisk ufuldkommenhed." Hans ideer viste sig at være meget nyttige i diagnosen nyresygdomme. I 1912 foretog han undersøgelser af reaktionen mellem aminosyrer og sukkerarter. Dette arbejde betragtes som et af hans største bidrag, og Maillard-reaktionen blev opkaldt efter ham. For denne mangfoldighed af arbejde modtog han adskillige priser, herunder det Académie Nationale de Médecines pris i 1914.

## Sidste år
Maillard tilmeldte sig den franske hær under første verdenskrig, men hans helbred blev negativt påvirket. Efter krigen forlod Maillard pludselig Paris i 1919 for at indtage en stilling hos Institut for Farmaci ved Det Medicinske Fakultet i Algier i Algeriet. I løbet af denne tid ophørte han med næsten al forskning.
Han døde pludselig den 12. maj 1936 i Paris, mens han var dommer i en sag om et stipendium.

## Æresbeviser
Maillard blev udnævnt til ridder af Æreslegionen den 30. juli 1916 af krigsministeren. På det tidspunkt var han lægemajor, første klasse, i reserven for 11. hærkorps' sundhedstjeneste. Denne midlertidige titel blev fjernet den 24. december 1920 af finansgeneralministeren i bytte for et pensionsopsparingshæfte.